# Tiburzio de Fiechis
Tiburzio de Fiechis (Asti, XV secolo – XVI secolo) è stato un organaro italiano.

## Biografia
Organaro itinerante originario di Asti, ma attivo a Genova tra il 1503 e il 1506. Il 23 gennaio 1504 stipulava un contratto per la costruzione di un organo di 10 piedi e 6 registri (presumibilmente Principale, VIII, XV, XIX, XXII e Flauto in XV) per la Chiesa di San Domenico, al prezzo di 225 ducati d'oro, più l'organo vecchio desfactum cum omnibus suis fulcimentis. Il prezzo era comprensivo della cassa, con esclusione però della tela, delle ante dipinte e della doratura. La cassa avrebbe dovuto essere simile a quella della Cattedrale di San Lorenzo.
Quattro mesi dopo, il 21 maggio 1504, si impegnava con i massari della Basilica di Santa Maria delle Vigne a rifare il somiere secondo l'uso moderno, la tastiera, la canna maggiore e anche gli organetti morti. Si trattava probabilmente di un intervento di trasformazione di un Blockwerk medievale, adeguato all'uso moderno. Il compenso pattuito era di 45 ducati, con la condizione di eseguire il lavoro entro settembre.

### Opere
- 1504 - Genova, chiesa di San Domenico: organo nuovo di 10' e sei registri (chiesa demolita all'inizio dell'Ottocento).
- 1504 - Genova, basilica di Santa Maria delle Vigne: rifacimento di un organo preesistente.